# Картер, Сара (писательница)
Сара Картер Эдгартон Мэйо (англ. Sarah Carter Edgarton Mayo, 17 марта 1819, Ширли, Массачусетс — 9 июля 1848, Глостер, Массачусетс) — американская писательница и редактор.

## Биография
Она хорошо училась в окружной школе и в течение семестра посещала Вестфордскую академию. Она сама выучила французский язык и латынь. Чтобы компенсировать сокращение доходов от бизнеса своего отца, она начала публиковать журналы в возрасте 16 лет, а в 17 лет присоединилась к Универсалистской церкви, к которой также принадлежали её родители, фабрикант Джозеф Эдгартон и его вторая жена Мехитабл Уиткомб.
Сара редактировала ежегодник «Роза Шарона» с 1840 по 1848 год и была помощником редактора ежемесячного журнала The Universalist and Ladies’ Repository в Бостоне с 1839 по 1842 год. В 1836 — 1844 годах она опубликовала «Палфрис», «Эллен Клиффорд» и «Мемуары миссис Джулии В. Скотт», а также составила сборники «Женская поэзия», «Ваза для цветов», «Весенние цветы», «Цветочная гадалка», «Язык и поэзия цветов» и «Басни Флоры». Она была связана с писательницей Шарлоттой Энн Филлебраун Джеро.
На свои заработки она смогла поддержать свою семью в финансовых вопросах, а также отправила своего младшего брата Джона Маршалла Эдгартона в Гарвардский университет. Брат учил её немецкому языку и брал для неё книги из Гарварда. Он получил высшее образование в 1847 году и начал работу по созданию журнала, но умер в том же году.
Сара Эдгартон вышла замуж за Эмори Дуайта Мэйо в 1846 году, и пара переехала в Глостер. В сентябре 1847 года у них родилась дочь. После этого её здоровье ухудшилось, и она умерла в июле 1848 года.

### Архивные источники
- Richard James Hooker collection, 1788-1890 (1 linear foot) is housed at the Schlesinger Library at Radcliffe Institute. Contains correspondence between Luella Case and Sarah Edgarton.
- Jonathan Ned Katz papers, 1947-2004 are housed at the New York Public Library. Contains research notes on Luella Case and Sarah Edgarton.